# Tauron Liga (2021/2022)
A Tauron Liga 2021/2022 é a 17.ª edição desta competição organizada pela Polska Liga Siatkówki (PLS). Também será a 86.ª edição do Campeonato Polonês de Voleibol Feminino, a principal competição entre clubes de voleibol feminino do Polônia.

## Jogadores brasileiros de voleibol da Tauron Liga na temporada 2021/2022
| Jogador                                              | Equipe                            |
| Naiane Rios                                          | Grupa Azoty Chemik Police         |
| Bruna Honório da Silva                               | Developres Bella Dolina Rzeszów   |
| Roberta Silva Ratzke Ivna Marra Pietra Jukoski       | ŁKS Commercecon Łódź              |
| Mariana Alves Cassemiro Letícia Hage                 | Polskie Przetwory Pałac Bydgoszcz |
| Maria Luísa Silva Ramos de Oliveira Andressa Picussa | Joker Świecie                     |
| Regiane Bidias Vivian Pellegrino                     | UNI Opole                         |

## Equipes participantes
Doze equipes participam da Tauron Liga Feminina de 2021/22. São elas:
| Equipe                            | Cidade        | Pos. temporada 2021/2022      | Ginásio                                 | Capacidade | Títulos | Police Rzeszów Łódź Radom Bielsko-Biała Kalisz Legionowo Bydgoszcz Breslávia Świecie OpoleTauron Liga (2021/2022) (Polônia) |
| --------------------------------- | ------------- | ----------------------------- | --------------------------------------- | ---------- | ------- | --- |
| Grupa Azoty Chemik Police         | Police        | 1º (Tauron Liga (2020/2021))  | Hala sportowa im. Ignacego Łukasiewicza | 1 100      | 9       | Police Rzeszów Łódź Radom Bielsko-Biała Kalisz Legionowo Bydgoszcz Breslávia Świecie OpoleTauron Liga (2021/2022) (Polônia) |
| Developres Bella Dolina Rzeszów   | Rzeszów       | 2º (Tauron Liga (2020/2021))  | Hala Podpromie                          | 4 300      | 0       | Police Rzeszów Łódź Radom Bielsko-Biała Kalisz Legionowo Bydgoszcz Breslávia Świecie OpoleTauron Liga (2021/2022) (Polônia) |
| ŁKS Commercecon Łódź              | Łódź          | 3º (Tauron Liga (2020/2021))  | Łódź Sport Arena im. Józefa Żylińskiego | 3 000      | 2       | Police Rzeszów Łódź Radom Bielsko-Biała Kalisz Legionowo Bydgoszcz Breslávia Świecie OpoleTauron Liga (2021/2022) (Polônia) |
| E.Leclerc Moya Radomka Radom      | Radom         | 4º (Tauron Liga (2020/2021))  | Hala sportowa MOSiR                     | 1 700      | 0       | Police Rzeszów Łódź Radom Bielsko-Biała Kalisz Legionowo Bydgoszcz Breslávia Świecie OpoleTauron Liga (2021/2022) (Polônia) |
| Grot Budowlani Łódź               | Łódź          | 5º (Tauron Liga (2020/2021))  | Łódź Sport Arena im. Józefa Żylińskiego | 3 000      | 0       | Police Rzeszów Łódź Radom Bielsko-Biała Kalisz Legionowo Bydgoszcz Breslávia Świecie OpoleTauron Liga (2021/2022) (Polônia) |
| BKS Bostik Bielsko-Biała          | Bielsko-Biała | 6º (Tauron Liga (2020/2021))  | Hala BKS Stal                           | 1 400      | 8       | Police Rzeszów Łódź Radom Bielsko-Biała Kalisz Legionowo Bydgoszcz Breslávia Świecie OpoleTauron Liga (2021/2022) (Polônia) |
| Energa MKS Kalisz                 | Kalisz        | 7º (Tauron Liga (2020/2021))  | Arena Kalisz                            | 3 164      | 4       | Police Rzeszów Łódź Radom Bielsko-Biała Kalisz Legionowo Bydgoszcz Breslávia Świecie OpoleTauron Liga (2021/2022) (Polônia) |
| IŁ Capital Legionovia Legionowo   | Legionowo     | 8º (Tauron Liga (2020/2021))  | Arena Legionowo                         | 1 988      | 0       | Police Rzeszów Łódź Radom Bielsko-Biała Kalisz Legionowo Bydgoszcz Breslávia Świecie OpoleTauron Liga (2021/2022) (Polônia) |
| Polskie Przetwory Pałac Bydgoszcz | Bydgoszcz     | 9º (Tauron Liga (2020/2021))  | Hala Łuczniczka                         | 6 082      | 1       | Police Rzeszów Łódź Radom Bielsko-Biała Kalisz Legionowo Bydgoszcz Breslávia Świecie OpoleTauron Liga (2021/2022) (Polônia) |
| Volleyball Breslávia              | Breslávia     | 10º (Tauron Liga (2020/2021)) | Hala „Orbita”                           | 3 000      | 0       | Police Rzeszów Łódź Radom Bielsko-Biała Kalisz Legionowo Bydgoszcz Breslávia Świecie OpoleTauron Liga (2021/2022) (Polônia) |
| Joker Świecie                     | Świecie       | 11º (Tauron Liga (2020/2021)) | Hala Widowiskowo-Sportowa               | 1 800      | 0       | Police Rzeszów Łódź Radom Bielsko-Biała Kalisz Legionowo Bydgoszcz Breslávia Świecie OpoleTauron Liga (2021/2022) (Polônia) |
| UNI Opole                         | Opole         | 12º (Tauron Liga (2020/2021)) | Stegu Arena                             | 3 500      | 0       | Police Rzeszów Łódź Radom Bielsko-Biała Kalisz Legionowo Bydgoszcz Breslávia Świecie OpoleTauron Liga (2021/2022) (Polônia) |

## Fase classificatória

### Classificação[1]
- Vitória por 3 sets a 0 ou 3 a 1: 3 pontos para o vencedor;
- Vitória por 3 sets a 2: 2 pontos para o vencedor e 1 ponto para o perdedor.
- Não comparecimento, a equipe perde 2 pontos.
- Em caso de igualdade por pontos, os seguintes critérios servem como desempate: número de vitórias, razão de sets e razão de ralis.

|  |                                                             |
|  | (Q) - Equipes classificadas às quartas-de-final.            |
|  | Equipes eliminadas e mantidas para a Tauron Liga 2022/2023. |
|  | (R) - Equipes rebaixadas para a Tauron Liga 2022/2023.      |

|     |                                   |     | Jogos | Jogos | Jogos | Resultados | Resultados | Resultados | Resultados | Resultados | Resultados | Sets | Sets | Sets  | Pontos | Pontos | Pontos |
| Pos | Equipe                            | Pts | T     | V     | D     | 3–0        | 3–1        | 3–2        | 2–3        | 1–3        | 0–3        | V    | P    | R     | V      | P      | R      |
| --- | --------------------------------- | --- | ----- | ----- | ----- | ---------- | ---------- | ---------- | ---------- | ---------- | ---------- | ---- | ---- | ----- | ------ | ------ | ------ |
| 1   | Grupa Azoty Chemik Police         | 28  | 11    | 9     | 2     | 6          | 3          | 0          | 1          | 1          | 0          | 30   | 9    | 3.333 | 931    | 761    | 1.223  |
| 2   | Developres Bella Dolina Rzeszów   | 27  | 11    | 10    | 1     | 3          | 3          | 4          | 1          | 0          | 0          | 32   | 14   | 2.286 | 1058   | 917    | 1.154  |
| 3   | ŁKS Commercecon Łódź              | 22  | 11    | 7     | 4     | 3          | 3          | 1          | 2          | 1          | 1          | 26   | 17   | 1.529 | 981    | 883    | 1.111  |
| 4   | IŁ Capital Legionovia Legionowo   | 21  | 11    | 8     | 3     | 3          | 1          | 4          | 1          | 0          | 2          | 26   | 18   | 1.444 | 948    | 942    | 1.006  |
| 5   | Grot Budowlani Łódź               | 21  | 11    | 6     | 5     | 4          | 2          | 0          | 3          | 1          | 1          | 25   | 17   | 1.471 | 943    | 913    | 1.033  |
| 6   | E.Leclerc Moya Radomka Radom      | 17  | 10    | 5     | 5     | 4          | 1          | 0          | 2          | 2          | 1          | 21   | 16   | 1.313 | 835    | 827    | 1.010  |
| 7   | UNI Opole                         | 13  | 11    | 5     | 6     | 0          | 2          | 3          | 1          | 3          | 2          | 20   | 26   | 0.769 | 970    | 1041   | 0.932  |
| 8   | Volleyball Breslávia              | 11  | 10    | 4     | 6     | 1          | 1          | 2          | 1          | 2          | 3          | 16   | 23   | 0.696 | 843    | 882    | 0.956  |
| 9   | BKS Bostik Bielsko-Biała          | 11  | 11    | 4     | 7     | 2          | 0          | 2          | 1          | 2          | 4          | 16   | 25   | 0.640 | 843    | 909    | 0.927  |
| 10  | Energa MKS Kalisz                 | 9   | 10    | 2     | 8     | 1          | 1          | 0          | 3          | 2          | 3          | 14   | 25   | 0.560 | 804    | 865    | 0.929  |
| 11  | Polskie Przetwory Pałac Bydgoszcz | 7   | 10    | 2     | 8     | 1          | 0          | 1          | 2          | 2          | 4          | 12   | 26   | 0.462 | 762    | 866    | 0.880  |
| 12  | Joker Świecie                     | 5   | 11    | 2     | 9     | 0          | 1          | 1          | 0          | 2          | 7          | 8    | 30   | 0.267 | 786    | 898    | 0.875  |

### Cronograma e resultados[2]
- Local: Os times que estão ao lado esquerdo da tabela jogam em casa.
- Hora: O horário das partidas é na capital brasileira da tempo.

1ª Jornada
| Data       | Hora  |                                 | Placar |                                   | Set 1 | Set 2 | Set 3 | Set 4 | Set 5 | Total | Relatório |
| ---------- | ----- | ------------------------------- | ------ | --------------------------------- | ----- | ----- | ----- | ----- | ----- | ----- | --------- |
| 24.09.2021 | 13:30 | UNI Opole                       | 0:3    | Grupa Azoty Chemik Police         | 21:25 | 13:25 | 25:27 |       |       | 59–0  | 59:77     |
| 24.09.2021 | 14:00 | E.Leclerc Moya Radomka Radom    | 3:0    | Polskie Przetwory Pałac Bydgoszcz | 25:22 | 26:24 | 27:25 |       |       | 78–0  | 78:71     |
| 25.09.2021 | 10:45 | IŁ Capital Legionovia Legionowo | 3:1    | Volleyball Breslávia              | 25:20 | 22:25 | 25:23 | 25:18 |       | 97–0  | 97:86     |
| 26.09.2021 | 10:45 | Grot Budowlani Łódź             | 3:0    | Joker Świecie                     | 25:21 | 25:16 | 25:23 |       |       | 75–0  | 75:60     |
| 26.09.2021 | 13:00 | Developres Bella Dolina Rzeszów | 3:2    | BKS Bostik Bielsko-Biała          | 25:19 | 25:20 | 20:25 | 23:25 | 15:8  | 108–0 | 108:97    |
| 27.10.2021 | 13:30 | Energa MKS Kalisz               | 0:3    | ŁKS Commercecon Łódź              | 18:25 | 21:25 | 22:25 |       |       | 61–0  | 61:75     |

2ª Jornada
| Data       | Hora  |                                   | Placar |                                 | Set 1 | Set 2 | Set 3 | Set 4 | Set 5 | Total | Relatório |
| ---------- | ----- | --------------------------------- | ------ | ------------------------------- | ----- | ----- | ----- | ----- | ----- | ----- | --------- |
| 01.10.2021 | 13:30 | Joker Świecie                     | 1:3    | UNI Opole                       | 25:20 | 16:25 | 19:25 | 20:25 |       | 80–0  | 80:95     |
| 02.10.2021 | 12:00 | Polskie Przetwory Pałac Bydgoszcz | 2:3    | IŁ Capital Legionovia Legionowo | 23:25 | 25:18 | 25:22 | 18:25 | 11:15 | 102–0 | 102:105   |
| 02.10.2021 | 13:00 | Developres Bella Dolina Rzeszów   | 3:0    | Energa MKS Kalisz               | 25:20 | 25:22 | 25:21 |       |       | 75–0  | 75:63     |
| 02.10.2021 | 13:30 | Grupa Azoty Chemik Police         | 3:0    | BKS Bostik Bielsko-Biała        | 25:7  | 25:22 | 25:18 |       |       | 75–0  | 75:47     |
| 02.10.2021 | 16:30 | E.Leclerc Moya Radomka Radom      | 3:0    | ŁKS Commercecon Łódź            | 25:19 | 25:22 | 26:24 |       |       | 76–0  | 76:65     |
| 04.10.2021 | 13:30 | Volleyball Breslávia              | 3:2    | Grot Budowlani Łódź             | 25:18 | 26:28 | 19:25 | 25:23 | 18:16 | 113–0 | 113:110   |

3ª Jornada
| Data       | Hora  |                                 | Placar |                                   | Set 1 | Set 2 | Set 3 | Set 4 | Set 5 | Total | Relatório |
| ---------- | ----- | ------------------------------- | ------ | --------------------------------- | ----- | ----- | ----- | ----- | ----- | ----- | --------- |
| 08.10.2021 | 14:00 | Developres Bella Dolina Rzeszów | 3:2    | ŁKS Commercecon Łódź              | 25:23 | 20:25 | 25:19 | 23:25 | 15:11 | 108–0 | 108:103   |
| 09.10.2021 | 09:00 | BKS Bostik Bielsko-Biała        | 0:3    | Polskie Przetwory Pałac Bydgoszcz | 20:25 | 23:25 | 23:25 |       |       | 66–0  | 66:75     |
| 09.10.2021 | 13:30 | IŁ Capital Legionovia Legionowo | 2:3    | UNI Opole                         | 25:13 | 25:20 | 18:25 | 19:25 | 9:15  | 96–0  | 96:98     |
| 10.10.2021 | 16:30 | Grot Budowlani Łódź             | 1:3    | Grupa Azoty Chemik Police         | 25:20 | 17:25 | 18:25 | 16:25 |       | 76–0  | 76:95     |
| 11.10.2021 | 13:30 | E.Leclerc Moya Radomka Radom    | 3:0    | Joker Świecie                     | 25:22 | 27:25 | 25:14 |       |       | 77–0  | 77:61     |
| 11.10.2021 | 16:30 | Energa MKS Kalisz               | 3:1    | Volleyball Breslávia              | 25:20 | 17:25 | 25:19 | 25:13 |       | 92–0  | 92:77     |

4ª Jornada
| Data       | Hora  |                                   | Placar |                                 | Set 1 | Set 2 | Set 3 | Set 4 | Set 5 | Total | Relatório |
| ---------- | ----- | --------------------------------- | ------ | ------------------------------- | ----- | ----- | ----- | ----- | ----- | ----- | --------- |
| 15.10.2021 | 13:30 | Polskie Przetwory Pałac Bydgoszcz | 1:3    | Developres Bella Dolina Rzeszów | 10:25 | 22:25 | 25:20 | 16:25 |       | 73–0  | 73:95     |
| 16.10.2021 | 12:30 | UNI Opole                         | 3:2    | E.Leclerc Moya Radomka Radom    | 25:22 | 17:25 | 25:22 | 24:26 | 15:10 | 106–0 | 106:105   |
| 16.10.2021 | 14:00 | Grupa Azoty Chemik Police         | 1:3    | ŁKS Commercecon Łódź            | 22:25 | 18:25 | 25:15 | 21:25 |       | 86–0  | 86:90     |
| 17.10.2021 | 13:00 | Grot Budowlani Łódź               | 3:0    | IŁ Capital Legionovia Legionowo | 25:23 | 25:18 | 25:20 |       |       | 75–0  | 75:61     |
| 18.10.2021 | 13:30 | Volleyball Breslávia              | 0:3    | BKS Bostik Bielsko-Biała        | 23:25 | 24:26 | 23:25 |       |       | 70–0  | 70:76     |
| 18.10.2021 | 16:30 | Joker Świecie                     | 3:2    | Energa MKS Kalisz               | 25:11 | 25:19 | 25:27 | 24:26 | 15:11 | 114–0 | 114:94    |

5ª Jornada
| Data       | Hora  |                                 | Placar |                                   | Set 1 | Set 2 | Set 3 | Set 4 | Set 5 | Total | Relatório |
| ---------- | ----- | ------------------------------- | ------ | --------------------------------- | ----- | ----- | ----- | ----- | ----- | ----- | --------- |
| 22.10.2021 | 13:30 | BKS Bostik Bielsko-Biała        | 3:0    | Joker Świecie                     | 27:25 | 25:19 | 25:14 |       |       | 77–0  | 77:58     |
| 23.10.2021 | 13:00 | ŁKS Commercecon Łódź            | 3:0    | Polskie Przetwory Pałac Bydgoszcz | 25:20 | 25:21 | 25:13 |       |       | 75–0  | 75:54     |
| 24.10.2021 | 12:00 | IŁ Capital Legionovia Legionowo | 0:3    | Grupa Azoty Chemik Police         | 15:25 | 19:25 | 10:25 |       |       | 44–0  | 44:75     |
| 24.10.2021 | 14:00 | E.Leclerc Moya Radomka Radom    | 3:0    | Grot Budowlani Łódź               | 26:24 | 25:22 | 25:19 |       |       | 76–0  | 76:65     |
| 24.10.2021 | 14:30 | Energa MKS Kalisz               | 3:0    | UNI Opole                         | 25:23 | 25:12 | 25:23 |       |       | 75–0  | 75:58     |
| 25.10.2021 | 13:30 | Developres Bella Dolina Rzeszów | 3:0    | Volleyball Breslávia              | 25:19 | 25:18 | 25:15 |       |       | 75–0  | 75:52     |

6ª Jornada
| Data       | Hora  |                                 | Placar |                                   | Set 1 | Set 2 | Set 3 | Set 4 | Set 5 | Total | Relatório |
| ---------- | ----- | ------------------------------- | ------ | --------------------------------- | ----- | ----- | ----- | ----- | ----- | ----- | --------- |
| 29.10.2021 | 13:30 | IŁ Capital Legionovia Legionowo | 3:0    | E.Leclerc Moya Radomka Radom      | 25:22 | 28:26 | 25:17 |       |       | 78–0  | 78:65     |
| 30.10.2021 | 13:00 | Joker Świecie                   | 0:3    | Developres Bella Dolina Rzeszów   | 19:25 | 24:26 | 18:25 |       |       | 61–0  | 61:76     |
| 30.10.2021 | 13:00 | Grot Budowlani Łódź             | 3:0    | Energa MKS Kalisz                 | 25:22 | 25:22 | 25:21 |       |       | 75–0  | 75:65     |
| 30.10.2021 | 13:00 | UNI Opole                       | 3:1    | BKS Bostik Bielsko-Biała          | 25:23 | 14:25 | 25:17 | 25:22 |       | 89–0  | 89:87     |
| 31.10.2021 | 13:30 | Grupa Azoty Chemik Police       | 3:0    | Polskie Przetwory Pałac Bydgoszcz | 25:17 | 25:20 | 25:21 |       |       | 75–0  | 75:58     |
| 01.11.2021 | 13:30 | Volleyball Breslávia            | 3:1    | ŁKS Commercecon Łódź              | 20:25 | 25:23 | 25:17 | 25:22 |       | 95–0  | 95:87     |

7ª Jornada
| Data       | Hora  |                                   | Placar |                                 | Set 1 | Set 2 | Set 3 | Set 4 | Set 5 | Total | Relatório |
| ---------- | ----- | --------------------------------- | ------ | ------------------------------- | ----- | ----- | ----- | ----- | ----- | ----- | --------- |
| 05.11.2021 | 13:30 | E.Leclerc Moya Radomka Radom      | 1:3    | Grupa Azoty Chemik Police       | 20:25 | 25:22 | 20:25 | 19:25 |       | 84–0  | 84:97     |
| 06.11.2021 | 13:00 | ŁKS Commercecon Łódź              | 3:1    | Joker Świecie                   | 25:20 | 22:25 | 25:14 | 25:19 |       | 97–0  | 97:78     |
| 06.11.2021 | 15:00 | Developres Bella Dolina Rzeszów   | 3:1    | UNI Opole                       | 25:18 | 25:9  | 25:27 | 25:17 |       | 100–0 | 100:71    |
| 07.11.2021 | 08:30 | Polskie Przetwory Pałac Bydgoszcz | 3:2    | Volleyball Breslávia            | 25:23 | 20:25 | 25:22 | 12:25 | 14:16 | 96–0  | 96:111    |
| 08.11.2021 | 13:30 | BKS Bostik Bielsko-Biała          | 1:3    | Grot Budowlani Łódź             | 25:16 | 24:26 | 14:25 | 22:25 |       | 85–0  | 85:92     |
| 08.11.2021 | 16:30 | Energa MKS Kalisz                 | 2:3    | IŁ Capital Legionovia Legionowo | 21:25 | 25:20 | 25:16 | 24:26 | 6:15  | 101–0 | 101:102   |

8ª Jornada
| Data       | Hora  |                                 | Placar |                                   | Set 1 | Set 2 | Set 3 | Set 4 | Set 5 | Total | Relatório |
| ---------- | ----- | ------------------------------- | ------ | --------------------------------- | ----- | ----- | ----- | ----- | ----- | ----- | --------- |
| 11.11.2021 | 13:30 | Energa MKS Kalisz               | 1:3    | E.Leclerc Moya Radomka Radom      | 12:25 | 26:28 | 25:18 | 19:25 |       | 82–0  | 82:96     |
| 12.11.2021 | 16:30 | Grupa Azoty Chemik Police       | 3:0    | Volleyball Breslávia              | 25:12 | 25:22 | 25:21 |       |       | 75–0  | 75:55     |
| 13.11.2021 | 12:00 | UNI Opole                       | 1:3    | ŁKS Commercecon Łódź              | 27:25 | 12:25 | 22:25 | 21:25 |       | 82–0  | 85:102    |
| 13.11.2021 | 15:00 | IŁ Capital Legionovia Legionowo | 3:0    | BKS Bostik Bielsko-Biała          | 25:21 | 25:23 | 25:22 |       |       | 75–0  | 75:66     |
| 14.11.2021 | 16:30 | Grot Budowlani Łódź             | 2:3    | Developres Bella Dolina Rzeszów   | 22:25 | 25:19 | 19:25 | 25:21 | 10:15 | 101–0 | 101:105   |
| 15.11.2021 | 16:30 | Joker Świecie                   | 3:1    | Polskie Przetwory Pałac Bydgoszcz | 17:25 | 25:23 | 25:17 | 25:17 |       | 92–0  | 92:82     |

9ª Jornada
| Data       | Hora  |                                   | Placar |                                 | Set 1 | Set 2 | Set 3 | Set 4 | Set 5 | Total | Relatório |
| ---------- | ----- | --------------------------------- | ------ | ------------------------------- | ----- | ----- | ----- | ----- | ----- | ----- | --------- |
| 18.11.2021 | 13:30 | Energa MKS Kalisz                 | 1:3    | Grupa Azoty Chemik Police       | 22:25 | 17:25 | 25:19 | 17:25 |       | 81–0  | 81:94     |
| 19.11.2021 | 13:30 | Developres Bella Dolina Rzeszów   | 2:3    | IŁ Capital Legionovia Legionowo | 25:23 | 25:27 | 25:23 | 19:25 | 13:15 | 107–0 | 107:113   |
| 19.11.2021 | 15:00 | E.Leclerc Moya Radomka Radom      | 2:3    | BKS Bostik Bielsko-Biała        | 25:22 | 20:25 | 25:14 | 22:25 | 10:15 | 102–0 | 102:101   |
| 20.11.2021 | 15:00 | Volleyball Breslávia              | 3:0    | Joker Świecie                   | 25:23 | 25:16 | 25:18 |       |       | 75–0  | 75:57     |
| 21.11.2021 | 16:30 | ŁKS Commercecon Łódź              | 3:2    | Grot Budowlani Łódź             | 25:20 | 25:27 | 21:25 | 25:11 | 15:13 | 111–0 | 111:96    |
| 22.11.2021 | 13:30 | Polskie Przetwory Pałac Bydgoszcz | 3:2    | UNI Opole                       | 19:25 | 23:25 | 25:22 | 25:12 | 15:10 | 107–0 | 107:94    |

10ª Jornada
| Data       | Hora  |                                 | Placar |                                   | Set 1 | Set 2 | Set 3 | Set 4 | Set 5 | Total | Relatório |
| ---------- | ----- | ------------------------------- | ------ | --------------------------------- | ----- | ----- | ----- | ----- | ----- | ----- | --------- |
| 25.11.2021 | 13:30 | Energa MKS Kalisz               | 2:3    | BKS Bostik Bielsko-Biała          | 25:16 | 12:25 | 25:18 | 23:25 | 5:15  | 90–0  | 90:99     |
| 26.11.2021 | 13:30 | Grot Budowlani Łódź             | 3:0    | Polskie Przetwory Pałac Bydgoszcz | 25:14 | 25:16 | 25:14 |       |       | 75–0  | 75:44     |
| 27.11.2021 | 15:00 | Grupa Azoty Chemik Police       | 3:0    | Joker Świecie                     | 25:20 | 25:19 | 25:20 |       |       | 75–0  | 75:59     |
| 28.11.2021 | 08:30 | UNI Opole                       | 3:2    | Volleyball Breslávia              | 30:28 | 23:25 | 22:25 | 25:16 | 17:15 | 117–0 | 117:109   |
| 28.11.2021 | 16:30 | IŁ Capital Legionovia Legionowo | 3:2    | ŁKS Commercecon Łódź              | 25:18 | 19:25 | 25:20 | 18:25 | 15:13 | 102–0 | 102:101   |
| 29.11.2021 | 13:30 | E.Leclerc Moya Radomka Radom    | 1:3    | Developres Bella Dolina Rzeszów   | 28:26 | 16:25 | 11:25 | 21:25 |       | 76–0  | 76:101    |

11ª Jornada
- Polskie Przetwory Pałac Bydgoszcz - Energa MKS Kalisz, link para o jogo http://darmowa-tv.ws/polsat-sport/

| Data       | Hora  |                                   | Placar |                                 | Set 1 | Set 2 | Set 3 | Set 4 | Set 5 | Total | Relatório |
| ---------- | ----- | --------------------------------- | ------ | ------------------------------- | ----- | ----- | ----- | ----- | ----- | ----- | --------- |
| 03.12.2021 | 16:30 | Developres Bella Dolina Rzeszów   | 3:2    | Grupa Azoty Chemik Police       | 19:25 | 25:22 | 23:25 | 25:21 | 16:14 | 108–0 | 108:107   |
| 04.12.2021 | 08:30 | Joker Świecie                     | 0:3    | IŁ Capital Legionovia Legionowo | 22:25 | 23:25 | 21:25 |       |       | 66–0  | 66:75     |
| 04.12.2021 | 15:00 | UNI Opole                         | 1:3    | Grot Budowlani Łódź             | 24:26 | 27:25 | 22:25 | 25:27 |       | 98–0  | 98:103    |
| 04.12.2021 | 16:30 | ŁKS Commercecon Łódź              | 3:0    | BKS Bostik Bielsko-Biała        | 25:18 | 25:14 | 25:10 |       |       | 75–0  | 75:42     |
| 05.12.2021 | 08:30 | Volleyball Breslávia              |        | E.Leclerc Moya Radomka Radom    |       |       |       |       |       |       |           |
| 06.12.2021 | 13:30 | Polskie Przetwory Pałac Bydgoszcz |        | Energa MKS Kalisz               |       |       |       |       |       |       |           |

Returno
- 12ª Jornada
- Polskie Przetwory Pałac Bydgoszcz - E.Leclerc Moya Radomka Radom, link para o jogo http://darmowa-tv.ws/polsat-sport/
- BKS Bostik Bielsko-Biała - Developres Bella Dolina Rzeszów, link para o jogo http://darmowa-tv.ws/polsat-sport/
- Volleyball Breslávia - IŁ Capital Legionovia Legionowo, link para o jogo http://darmowa-tv.ws/polsat-sport/

| Data       | Hora  |                                   | Placar |                                 | Set 1 | Set 2 | Set 3 | Set 4 | Set 5 | Total | Relatório |
| ---------- | ----- | --------------------------------- | ------ | ------------------------------- | ----- | ----- | ----- | ----- | ----- | ----- | --------- |
| 09.12.2021 | 13:30 | Joker Świecie                     |        | Grot Budowlani Łódź             |       |       |       |       |       |       |           |
| 10.12.2021 | 13:30 | Polskie Przetwory Pałac Bydgoszcz |        | E.Leclerc Moya Radomka Radom    |       |       |       |       |       |       |           |
| 11.12.2021 | 13:30 | BKS Bostik Bielsko-Biała          |        | Developres Bella Dolina Rzeszów |       |       |       |       |       |       |           |
| 11.12.2021 | 13:30 | Volleyball Breslávia              |        | IŁ Capital Legionovia Legionowo |       |       |       |       |       |       |           |
| 11.12.2021 | 15:00 | ŁKS Commercecon Łódź              |        | Energa MKS Kalisz               |       |       |       |       |       |       |           |
| 12.12.2021 | 08:30 | Grupa Azoty Chemik Police         |        | UNI Opole                       |       |       |       |       |       |       |           |

- 13ª Jornada
- Energa MKS Kalisz - Developres Bella Dolina Rzeszów, link para o jogo http://darmowa-tv.ws/polsat-sport/
- Grot Budowlani Łódź - Volleyball Breslávia, link para o jogo http://darmowa-tv.ws/polsat-sport/
- ŁKS Commercecon Łódź - E.Leclerc Moya Radomka Radom, link para o jogo http://darmowa-tv.ws/polsat-sport/

| Data       | Hora  |                                 | Placar |                                   | Set 1 | Set 2 | Set 3 | Set 4 | Set 5 | Total | Relatório |
| ---------- | ----- | ------------------------------- | ------ | --------------------------------- | ----- | ----- | ----- | ----- | ----- | ----- | --------- |
| 18.12.2021 | 13:30 | Energa MKS Kalisz               |        | Developres Bella Dolina Rzeszów   |       |       |       |       |       |       |           |
| 18.12.2021 | 13:30 | Grot Budowlani Łódź             |        | Volleyball Breslávia              |       |       |       |       |       |       |           |
| 18.12.2021 | 13:30 | ŁKS Commercecon Łódź            |        | E.Leclerc Moya Radomka Radom      |       |       |       |       |       |       |           |
| 18.12.2021 | 15:00 | IŁ Capital Legionovia Legionowo |        | Polskie Przetwory Pałac Bydgoszcz |       |       |       |       |       |       |           |
| 19.12.2021 | 08:30 | BKS Bostik Bielsko-Biała        |        | Grupa Azoty Chemik Police         |       |       |       |       |       |       |           |
| 20.12.2021 | 15:00 | UNI Opole                       |        | Joker Świecie                     |       |       |       |       |       |       |           |